# Miedzna Murowana
Miedzna Murowana (prononciation [ˈmjɛd͡zna murɔˈvana]) est un village de la gmina de Żarnów, du powiat d'Opoczno, dans la voïvodie de Łódź, situé dans le centre de la Pologne.
Il se situe à environ 8 kilomètres au nord-est de Żarnów (siège de la gmina), 10 kilomètres au sud d'Opoczno (siège du powiat) et 76 kilomètres au sud-est de Łódź (capitale de la voïvodie).
Sa population s'élevait à 473 habitants en 2012.

## Administration
De 1975 à 1998, le village était attaché administrativement à l'ancienne voïvodie de Piotrków.

Depuis 1999, il fait partie de la nouvelle voïvodie de Łódź.